# 네이키드 런치
《네이키드 런치》(Naked Lunch)는 캐나다, 영국, 일본에서 제작된 데이빗 크로넨버그 감독의 1991년 드라마, 판타지, SF 영화이다. 윌리엄 S. 버로스의 1959년 소설 Naked Lunch을 각색한 것이다. 피터 웰러 등이 주연으로 출연하였고 제레미 토머스 등이 제작에 참여하였다.

## 출연

### 주연
- 피터 웰러 : 윌리엄 리 역
- 주디 데이비스 : 조앤 프로스트 / 조앤 리 역
- 이안 홈 : 톰 프로스트 역
- 줄리안 샌즈 : 이브 클로켓 역
- 모니크 메르큐어 : 파델라 역
- 니콜라스 캠벨 : 행크 역
- 마이클 젤니커 : 마틴 역
- 로버트 A. 실버맨 : 한스 역
- 조셉 스코시아니 : 키키 역

### 조연
- 로이 샤이더 : 벤웨이 박사 역
- 유발 다니엘 : 하피드 역
- 존 프리센 : 하우저 역
- 하워드 제롬 : A.J. 코헨 역

## 기타
- 원작자: 윌리엄 S. 버로그스
- 공동제작: 가브리엘라 마르티넬리
- 미술: 캐럴 스피어
- 의상: 데니즈 크로넨버그
- 배역: 데아드르 보웬

## 참고 사항
- 주인공 윌리엄 리를 연기한 배우는 영화 로보캅 시리즈의 주인공 머피 역으로 유명한 피터 웰러인데, 원래부터 원작 소설의 팬이었기 때문에 당시 출연 제안을 받고 있던 로보캅 3를 고사하고 이 작품에 출연했다고 한다. 당시 네이키드 런치와 로보캅 3의 캐스팅을 동시에 받았으나 로보캅 분장이 너무 힘들어 네이키드 런치를 택했다고.
- 애니메이션 심슨 가족에 넬슨, 바트, 밀하우스가 이 영화를 보러 가는 모습이 나오는데, 마지막에 넬슨은 제목이 이게 뭐냐고 디스한다.